# Joan Evansová
Joan Evansová (22. června 1893 Nash Mills – 14. července 1977 Wotton-under-Edge) byla anglická historička anglického a francouzského středověkého umění. Specializovala se na problematiku středověkého šperku. Její významná sbírka je uložena ve Victoria and Albert Museum v Londýně.

## Mládí a vzdělání

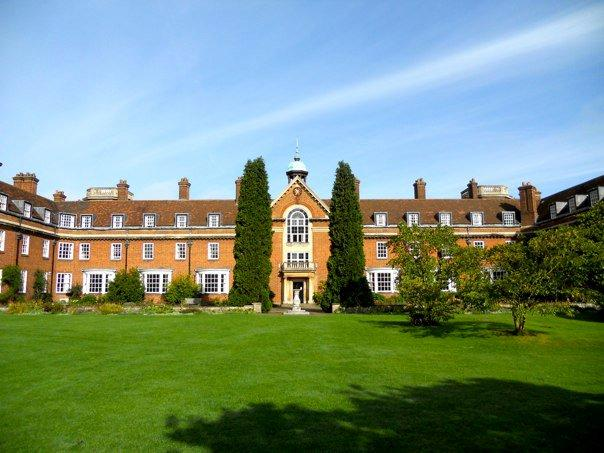
St Hugh's College

Joan Evansová se narodila ve městě Nash Mills v hrabství Hertfordshire jako dcera starožitníka a obchodníka sira Johna Evanse a jeho třetí manželky Marie Millington Lathburyové (1856–1944). Byla nevlastní sestrou archeologa sira Arthura Evanse, známého svými výzkumy na Knóssu a studiemi o mínojské civilizaci.
Rodiče hodně cestovali a nechávali Joan v péči chůvy Caroline Hancockové, kterou pak znala 67 let. Občas s ní cestovala za rodiči na jejich archeologické výpravy. Hancockové, která zemřela v roce 1961 ve věku 97 let, věnovala svou autobiografii Prelude and Fugue.
Evansová se vzdělávala na Corran School ve Watfordu a na dívčí škole v Berkhamstedu, poté nastoupila na St Hugh's College v Oxfordu. Původně plánovala získat diplom z antropologie, ale místo toho studovala klasickou archeologii a v roce 1916 zakončila studia s vyznamenáním. V roce 1917 byla jmenována knihovnicí na St Hugh's College; v roce 1919 psala práci o špercích, aby získala osvědčení o absolvování studia.
Bylo to v době, kdy Oxfordská univerzita stále nepřipouštěla ženy ke studiu, takže plnohodnotný titul Bachelor of Letters získala až v roce 1920 poté, co bojovníci za změnu tohoto nařízení, včetně její matky, úspěšně dosáhli změny. V roce 1930 jí londýnská univerzita udělila titul Doctor of Letters a v roce 1932 získala tentýž, ale čestný titul na Oxfordské univerzitě.

## Vědecká činnost
Záznamy Royal Institution of Great Britain dokládají, že Evansová byla první ženou, která v této instituci pronesla páteční večerní projev: Stalo se tak 8. června 1923 na téma Klenoty renesance.
Poté, co ve dvacátých letech minulého století vydala své první knihy o špercích (Anglické šperky od pátého století n. l. do roku 1800 a Magické klenoty středověku a renesance, zejména v Anglii), publikovala Evansová mnoho studií na různá jiná témata včetně umění a architektury Francie. V roce 1950 vyšla v Cambridge University Press její kniha Clunyjské umění v románské době, která se týkala z velké části plastik vytvořených mnichy z opatství v Cluny ve východní Francii; její kniha o románské architektuře kláštera v Cluny vyšla v roce 1938.
Jako členka Society of Antiquaries of London vydala v roce 1956 její oficiální historii a v letech 1959–64 působila jako její první prezidentka.

## Další činnost
Evansová cestovala od mládí; výlet s matkou do Říma, když jí bylo 21 let, ji přivedl k rozhodnutí studovat spíše archeologii než antropologii. Postupně si vypěstovala celoživotní lásku k Francii. Navštěvovala ji jak za účelem výzkumu, tak pro potěšení. V roce 1947 koupila románskou kapli mnichů v Berzé-la-Ville a darovala ji Akademii v Mâconu.
Tato sběratelka umění a artefaktů, zejména předrevolučních francouzských šperků, byla štědrou mecenáškou; nejen že věnovala Victoria and Albert Museum celou svou sbírku více než 800 šperků z období od středověku do počátku devatenáctého století, ale také velkou sbírku zlatých prstenů s nápisy a další artefakty Britskému muzeu. V závěti odkázala části svých sbírek i Ashmoleovu muzeu v Oxfordu a Birmingham City Art Gallery.

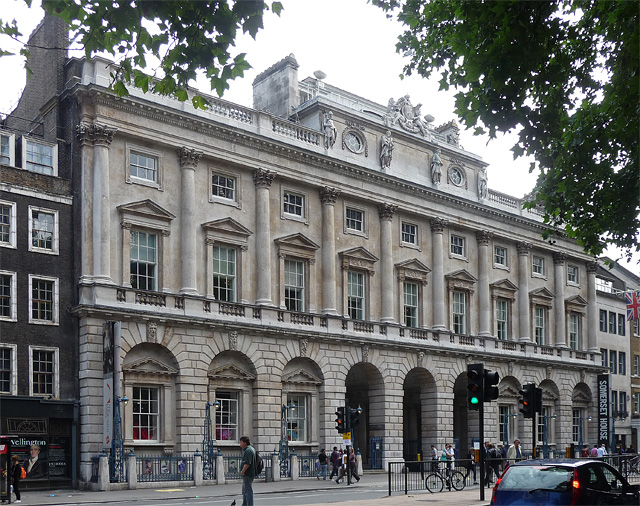
Courtauldův institut umění

Byla také velkou mecenáškou své alma mater, St Hugh’s College. Svůj čas a peníze věnovala na různé účely, často anonymně, a přestože byla na vzpomínkové bohoslužbě v St Hugh's College v roce 1977 popsána jako „jedna z nejvýznačnějších a nejvlivnějších osobností století v umění a starožitnictví“, byla jmenována Dámou Řádu britského impéria nikoli za svou průkopnickou práci v dějinách umění, ale za charitativní činnost.
Evansová úzce spolupracovala s Courtauldovým institutem umění; byla zde v roce 1931 jmenována čestnou knihovnicí a když historik T. S. R. Boase (1898–1974) v roce 1947 institut opustil, rok tam učila, přičemž jednou z jejích studentek byla historička umění Pamela Tudor-Craigová (1928–2017). Kromě psaní biografií svého bratra Sira Arthura Evanse a Johna Ruskina vydala také knihu Conwayovi: Historie tří generací o rodině, jejímž členem byl historik umění Martin Conway (1856–1937), jehož sbírka fotografií vytvořila základ Conwayovy knihovny v Courtauldově institutu. Fotografie, pořízené Joan Evansovou ve Francii, jsou součástí archivu Conwayovy knihovny, který je v současné době digitalizován v rámci širšího projektu Courtauld Connects.

## Ocenění a veřejná činnost (výběr)
Kromě toho, že se stala první ženskou prezidentkou Společnosti starožitníků (Society of Antiquaries) a v roce 1973 získala její zlatou medaili, byla v letech 1948–1951 také prezidentkou Královského archeologického institutu (Royal Archaeological Institute) a Bristolské a Gloucestershirské archeologické společnosti (Bristol and Gloucestershire Archaeological Society).
Evansová působila v letech 1953–1966 jako členka poradního sboru Victoria and Albert Museum a ve správní radě Britského muzea (1963–1967).
Byla jmenována čestnou členkou St. Hugh's College v Oxfordu, čestnou doktorkou Univerzity v Cambridgi a získala Řád čestné legie. Byla nositelkou stipendia Královské historické společnosti a Královské literární společnosti.

## Osobní život
V roce 1939 koupila Evansová usedlost Thousand Acres ve Wotton-under-Edge a žila tam, rozdělujíce svůj čas mezi Gloucestershire a svůj londýnský byt, až do své smrti v roce 1977. Zůstala svobodná.

## Publikace
- English Jewellery from the Fifth Century A.D. to 1800, London, Methuen, 1921
- Magical Jewels of the Middle Ages and the Renaissance, particularly in England, Oxford, Clarendon Press, 1922
- Anglo Norman Lapidaries, 1924
- Life in Mediaeval France, Oxford University Press, 1925 (Vyšlo rovněž francouzsky: Civilisation en France au Moyen Age a nizozemsky: Leven in de Middeleeuwen)
- St Joan of Orleans: scenes from the 15th century "Mystére de Siége d’Orleans", by Peter Studer, selected and translated by Joan Evans, Clarendon Press, 1926
- The Unconquered Knight: a chronicle of the deeds of Don Pero Nino, Count of Buelna, by his standard bearer, Diaz de Gamez, vybráno a přeloženo Joan Evansovou z El Vitorial Routledge, 1928
- Pattern, a Study of Ornament in Western Europe from 1180 to 1900, 2 svazky, Oxford, Clarendon Press, 1931
- Monastic Life at Cluny, 1931; Archon Books, USA, 1968
- English Posies and Posy Rings: katalog s úvodem Joan Evansové, Oxford University Press, 1931
- English Mediaeval Lapidaries, 1933, spolu s Mary S. Serjeantsonovou (editorky)
- Nature in Design A Study of Naturalism in Decorative Art, from the Bronze Age to the Renaissance, London, Oxford University Press, 1933
- The Palace of Minos: Index of artefacts, sv. 5, sestaveno ve spolupráci s Sirem Arthurem Evansem, Cambridge University Press, 1936
- The Romanesque Architecture of the Order of Cluny, Cambridge University Press, 1938
- Joinville’s History of Saint Louis, editece edice, Gregynog Press, 1937; Oxford University Press, 1938
- Taste and Temperament. A Brief Study of Psychological Types in their relation to the Visual Arts. Jonathan Cape. 1939.
- Chateaubriand: a Biography, Macmillan, 1939
- Time and Chance: The Story of Arthur Evans and his Forebears, 1943
- The Pursuit of Happiness: The Story of Madame de Sérilly 1762–1799, Longmans, Green and Co., 1946
- The Unselfish Egoist: A life of Joseph Joubert, Longmans, Green and Co., 1947
- Art in Mediaeval France, 987–1498, London, Oxford University Press, 1948
- English Art: 1307–1461, Oxford History of English Art, Oxford, Clarendon Press, 1949
- Cluniac Art of the Romanesque Period, Cambridge University Press, 1950, sborník, editovaný s Johnem Howardem Whitehousem
- Style in Ornament, Oxford University Press, 1950
- Dress in Mediaeval France, Oxford, Clarendon Press, 1952
- A History of Jewellery, 1100–1870, Faber & Faber, 1953
- John Ruskin, Jonathan Cape 1954; první Ruskinův životopis sepsaný za použití Ruskinových deníků.
- The Endless Web: A History of John Dickinson & Co. Ltd., 1804–1954, Jonathan Cape, 1955
- History of the Society of Antiquaries, 1956
- John Ruskin: Diaries, 3 svazky, Oxford, Clarendon Press, 1956
- The Lamp of Beauty: Writings on Art by John Ruskin, vybráno a editováno Joan Evansovou, Phaidon, Oxford, 1959
- Madame Royale, Museum Press, 1959
- Prelude & Fugue: An Autobiography, London, Museum Press, 1964
- Monastic Architecture in France from the Renaissance to the Revolution, Cambridge University Press, 1964
- The Conways: a History of Three Generations, London, Museum Press, 1966
- The Victorians, Cambridge University Press, 1966
- The Flowering of the Middle Ages, editovala Joan Evansová, Thames & Hudson, London, 1966; vyšlo téhož roku v němčině jako Blüte des Mittelalters a ve španělštině v překladu Mireia Bofillové roku 1988.
- Monastic Iconography in France from the Renaissance to the Revolution, Cambridge University Press, 1970